# سكيبيوني بورغيزي
سكيبيوني بورغيزي (بالإيطالية: Scipione Borghese)‏ هو كاردينال وجامع مقتنيات فنية إيطالي ولد في يوم 1 سبتمبر 1577 في بلدة أرتينا في إيطاليا، هو أحد أعضاء عائلة بورغيزي الشهيرة، عرف بكونه راعي للفنون ودعم عدة أعمال لرسامين مثل كارافاجيو جان لورينزو برنيني وأخذها إلى قصره في معرض بورغيزي في روما، توفي في يوم 2 أكتوبر 1633.